# Christologie

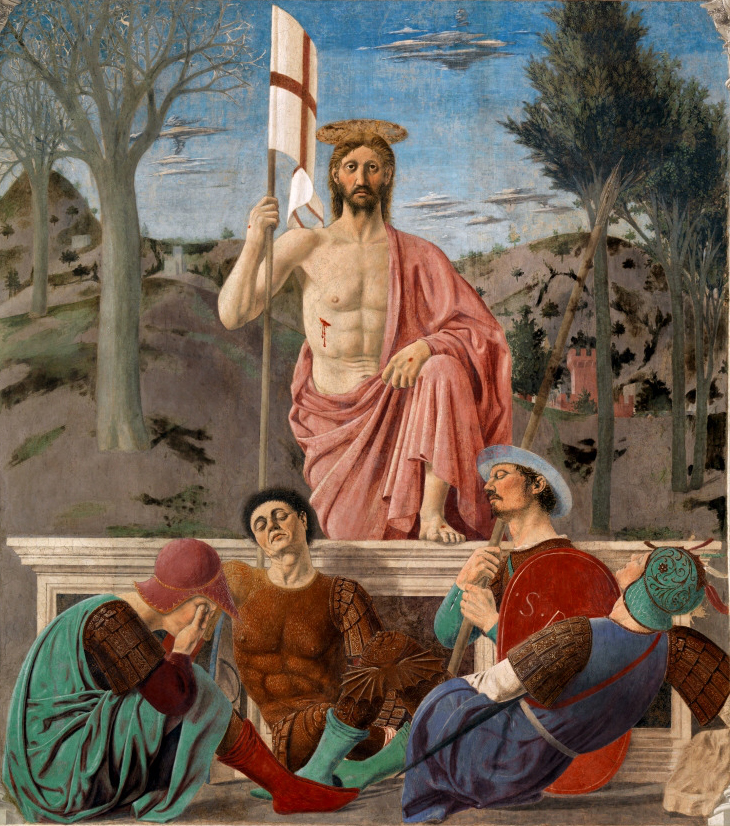
La Résurrection de Piero della Francesca.

La christologie est la discipline de la théologie dogmatique chrétienne qui étudie la personne, la doctrine et l’œuvre de Jésus-Christ. Elle traite plus particulièrement de la nature de Jésus et de son rapport à Dieu : Jésus est-il le fils de Dieu, le fils adoptif, un être purement humain ou purement divin ?
Les questions christologiques jouent un rôle déterminant dans tous les domaines de la théologie chrétienne : la Création ; le péché ; la transcendance ; la sotériologie. Aucune théologie chrétienne ne fait l'économie de l'interrogation sur la personne du Christ et sa résurrection.
Cette étude part notamment des titres donnés à Jésus dans le Nouveau Testament, tels que Christ, Seigneur, Fils de Dieu, Messie et, par conséquent, réfléchit à l'identité du Christ et à la signification du titre de Christ. Les grandes définitions dogmatiques au cours des IVe et Ve siècles, par les conciles œcuméniques, n'ont pas épuisé le sujet. Elles en marquent cependant une étape essentielle. La réflexion théologique sur le Christ a continué non seulement durant toute la période patristique, mais encore à l'époque médiévale, à la Renaissance et à l'époque moderne.
Actuellement, les discussions sont toujours actives en Allemagne, aux États-Unis, en France, en Grande-Bretagne, en Afrique[Où ?], en Amérique latine[Où ?], en Inde… L'articulation entre « Jésus » et « Christ » ne va pas de soi ni au même rythme pour tous les chrétiens. À ce débat s'en ajoute un autre : celui de l'interaction entre la théologie et la philosophie.

## La christologie et le Nouveau Testament
Le principe sous-jacent de la christologie est que le Nouveau Testament permet de cerner la réalité de Jésus-Christ, que ce soit explicitement ou implicitement.
Elle se réfère pour la compréhension de sa nature divine aux titres qui lui sont donnés par ses disciples, tels que « Fils de l'Homme » ou Messie.
La distinction s'est imposée au XIXe siècle entre le Jésus de l'histoire et le Christ de la foi. Dans le premier cas, si l'on fait référence à « Jésus », on parle de Jésus de Nazareth, homme inscrit dans une époque et un territoire, que l'on pense pouvoir connaître à travers diverses sources écrites. Durant une première période, l'historien comme le théologien d'aujourd'hui distingueront ce qui relève des « sciences sacrées » et des « sciences religieuses ». Dans le second cas, lorsqu'on parle de « Christ », on évoque le Jésus de la foi chrétienne, comme « Christ et Seigneur », c'est-à-dire Jésus-Christ. Le mot « Christ » désigne l'oint, l'élu de Dieu. Χριστός, christos en grec, signifie « enduit », « oint », puis « qui a reçu l'onction sainte » ; il renvoie à « Messie », translittération du mot hébreu מָשִׁיחַ, mashiah.

### Christologie haute et christologie basse
On a parfois différencié la « christologie haute » (ou « élevée ») et la « christologie basse », en fonction du point de départ de l'exposition de la foi. Ces deux approches ne sont pas incompatibles.

#### Christologie haute

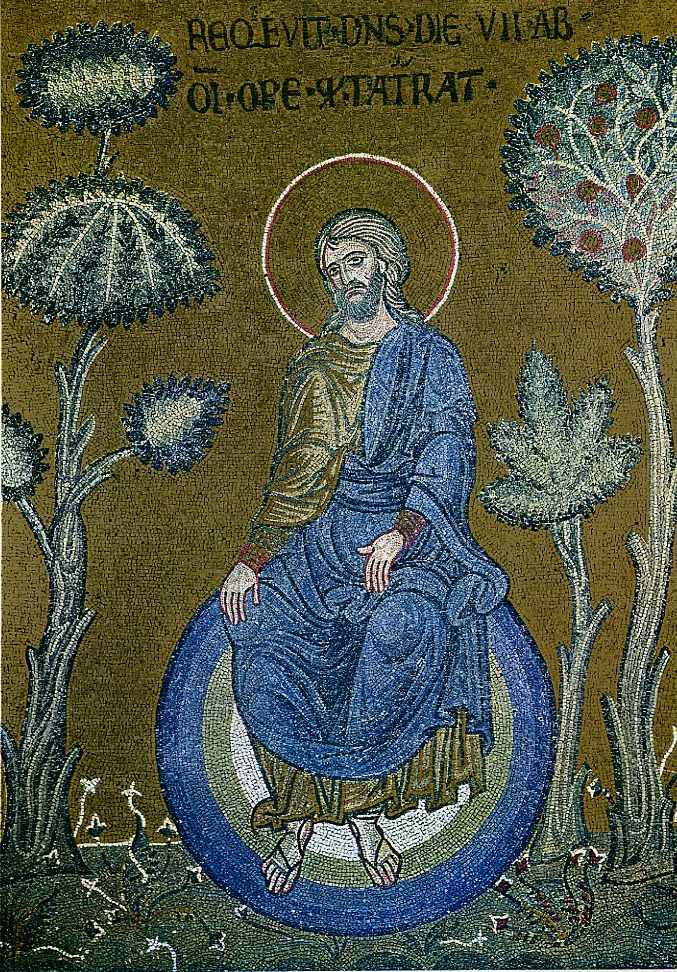
Dieu se reposant après la Création, mosaïque de la cathédrale de Monreale (XIIe siècle), Sicile.

La « christologie haute » étudie le Christ en partant de sa position élevée dans les cieux, c'est-à-dire de sa divinité, de sa préexistence et de son éternité ; sa méthode d'analyse dessine un mouvement descendant. Cette forme de christologie est traditionnelle, comme l'explique Henri Blocher. Pour Raymond Brown, elle conçoit Jésus comme appartenant à la sphère de la divinité et applique, par exemple, un titre comme « Fils de Dieu » pris au sens littéral, impliquant alors une origine divine à l'exclusion de toute métaphore. De même, le titre « Seigneur » est pris au sens fort et devient une titulature cultuelle, à partir du terme de politesse initial qu'il est au temps de Jésus (avec le sens de « maître »). Cette christologie, au contraire de christologies dites adoptianistes, inclut généralement la perception de la préexistence de la divinité de Jésus.

#### Christologie basse
La « christologie basse » décrit un mouvement ascendant : elle part de Jésus en tant qu'homme et des événements de sa vie pour comprendre qui est le Christ. Raymond E. Brown note qu'elle applique à Jésus une titulature issue de l'attente messianiste de l'Ancien Testament, voire de la période intertestamentaire, qui n’impliquent pas nécessairement la divinité. Elle utilise des termes comme « messie », « serviteur », « prophète », « seigneur » ou encore « fils de Dieu » qui est alors une désignation métaphorique du roi comme représentant de Dieu. Ce type de titres n'exclut néanmoins pas pour autant l’idée de la divinité de Jésus.

#### Christologies ontologique et empirique
Le théologien protestant Raphaël Picon propose quant à lui la distinction « christologie ontologique/christologie empirique », qui lui semble préférable en ceci qu'elle n'induit aucun jugement de valeur.

### Le débat historique
Des chercheurs allant de Rudolf Bultmann à Adela Yarbro Collins ont argué que le développement trinitaire provenait de l'irruption des « pagano-chrétiens » dans le christianisme débutant face aux « judéo-chrétiens ». L'école anglo-saxonne reformule la question sous deux aspects :
- le moyen ou néo-platonisme ne se situait pas en opposition face au judaïsme alexandrin mais en faisait partie, ce qui explique largement les conceptions d'Origène ;
- chez Philon d'Alexandrie, un certain binitarisme juif apparaît sous les traits du « verbe de Dieu » (o theoû logos que Philon nomme parfois « Fils de Dieu », par exemple dans le De agricultura §51) ou dans le Memra du Talmud dont on pourrait bien retrouver l'écho dans le prologue de Jean ;
- ce Memra a fréquemment sa place parmi les anges comme on le trouve chez Justin de Naplouse ;
- l'idée de « deux pouvoirs dans les cieux » est aussi connue comme l'hérésie de Rabbi Akiva[11].

Dans ce contexte, aussi bien la christologie d'Arius (qui lance le débat conciliaire) que celle d'Athanase qui le clôt mais aussi des christologies angéologiques plus particulières comme celle des Témoins de Jéhovah ou celles de l'Islam, s'abreuveraient à la même source.

## Historique

### Les premiers siècles
L'Église ancienne se définit comme « les enfances du christianisme » selon le mot du pasteur André Trocmé, c'est-à-dire avant l'instauration d'un christianisme d'État dont le « président » serait l'empereur de Constantinople.
Auparavant, le débat christologique est la règle, y compris entre les quatre évangiles et les épîtres de Paul de Tarse, comme le montre le père Boismard.
Aucune centralité susceptible de régulation n'existe alors. Chaque évêque est maître chez soi (surtout dans les grandes communautés de chrétiens comme celle d'Égypte dont Arius est issu) sauf à dépendre d'un métropolite qui ne sera instauré qu'en 325, à l'imitation de la situation égyptienne, la seule « Église » comptant 100 épiscopes. Le concile régional est une habitude comme le montre un concile antérieur réuni en Anatolie à l'instigation d'Eusèbe de Césarée vers 322.
La question des origines du christianisme est problématique en soi, selon qu'on se réfère à la théologie dogmatique de telle ou telle Église ou aux diverses écoles d'historiens ; Jésus-Christ est considéré comme l'unique Sauveur. Pourtant, si la conscience de cette réalité ne fait aucun doute, la formulation ne va pas sans tâtonnements. Les Pères de l'Église fondent alors leur réflexion sur les textes de la Bible, regardés comme un ensemble cohérent dont les différentes parties se complètent. Durant plusieurs siècles, l'alternance des opinions et des doctrines amène les théologiens à définir avec une précision de plus en plus fine le dogme de leur Église.
Le débat christologique n'est pas le seul fait des élites et peut nourrir de vives controverses chez les individus les plus humbles : un sermon de Grégoire de Nysse à ses fidèles de Constantinople, à la fin du IVe siècle, en atteste en dépit et contre la dogmatisation commençante : « Dans cette ville, si vous demandez de la monnaie à un boutiquier, il ne tardera pas à disputer avec vous de la question de savoir si le Fils est engendré ou incréé. Si vous interrogez le boulanger sur la qualité de son pain, il vous répondra que “le Père est supérieur au Fils” et si vous demandez au garçon de bain de faire son office, il vous affirmera que le Fils a été créé ex nihilo,. »
Nombre de christologies se sont développées entre le Ier et IVe siècle, ce dont témoignent une foule d'apocryphes publiés à cette époque. Avant 70, voire 135, le christianisme doit être considéré entièrement comme une forme de judaïsme dont il va s'extraire et se différencier progressivement. Le débat entre diverses écoles de pensée, qui disputent et parfois s'excommunient, y est donc la règle, comme le reflète le Talmud qui voit le début de la mise par écrit de la Mishnah dans cette période.
La question principale posée dans ces christologies concerne les modalités de la paternité divine dont parle Jésus évoquant son « Père du ciel ». On médite « qui me voit voit mon père » en tâchant d'élaborer les conditions dans lesquelles ce phénomène serait possible. Elles se répartissent en trois catégories selon la façon dont les éléments de cette paternité sont compris : les christologies angéologiques, les christologies différentialistes et enfin celles qui considèrent que le Christ est un homme choisi par Dieu.
Le mot « Christ » est la traduction grecque du terme Messie issue de l'espérance de la restauration de la royauté (indépendante) d'Israël tel que l'idéal en est fixé par la figure de David dans l'Ancien Testament. Dans cette configuration, les diverses métaphysiques établissent un dosage subtil entre le concept de daimon, le concept de royauté - entendu tantôt comme souveraineté, tantôt comme autorité - et l'humanité de Jésus.
Il n'y a cependant pas de consensus sur cette identité entre les doctrines professées par ces premières communautés messianistes et une orthodoxie qui se constitue progressivement et se finalise plus tardivement, pouvant de ce fait difficilement servir d'étalon. Marie-Émile Boismard, O.P, en expose différentes raisons : la préoccupation de ces écoles de pensée consiste plutôt à raisonner une métaphysique et à construire une théologie qu'à établir des articles de foi immuables.
Le concept de confession de foi ne se fait jour qu'au concile de Nicée en 325. Par ailleurs, le statut divin de l'Esprit-Saint n'est défini qu'au concile de Constantinople, en 381. Ensuite, suivre Jésus, c'est s'attacher à une personne selon le modèle des disciples suivant un maître pharisien et non croire des vérités immuables. Enfin, dans sa christologie de Paul, Boismard souligne les diverses acceptions du mot divinité qui désignent tantôt le Dieu unique de la Bible, tantôt l'Esprit, acteur de l’inspiration.

### Christologies angéologiques

Schéma des principales divergences christologiques, d'après Eliade.

Dans cette configuration, la nature spirituelle prédomine et la nature humaine disparaît. Le Christ, donc Jésus, est un être intermédiaire entre Dieu et les hommes, un « envoyé » parfois conçu comme un ange.

### Docétisme
L'incarnation n'est pas envisagée comme le fait de partager l'humanité commune, celle d'un homme né d'une femme (Paul de Tarse), mais comme une apparence d'humanité incarnée en une chair céleste. C'est la base des christologies docètes.
Cette configuration est notamment celle du gnosticisme, courant religieux des IIe et IIIe siècles qui y ajoute un dualisme hérité de Mani. Le Père est inconnaissable, le Fils en donne une idée aux hommes ; il est le Sauveur Céleste. Cette christologie est connue par Basilide le gnostique qui prêche entre 117 et 161 à Alexandrie. Dans ce courant, on notera l'apollinarisme, développé par Apollinaire de Laodicée (315-392) qui fait un Grand Ange du Christ, c'est-à-dire une stricte émanation de Dieu le Père. Le Valentinisme au Ve siècle est issu de ce courant.

### Christologie différentialiste
Le Christ, c'est-à-dire Jésus, est inférieur à Dieu mais y participe : c'est la théologie d'Arius qui juge l'égalité entre le Fils et le Père incompatible avec le monothéisme. Il affirma l'absolue transcendance du Père mais lui reconnaît une ressemblance (en grec : homoios qui donne homoiousiens).

#### Postérité
Cette formule est imposée par l'empereur arien Constance, fils et successeur de Constantin.
Aèce d'Antioche, diacre en 357, au temps de l'évêque Georges d'Alexandrie, développe une théorie plus avancée dans une synthèse de 47 propositions, le syntagmion. Il fait de l'inengendré la caractéristique de la transcendance divine. Il en résulte que, du point de vue de l'essence, le Fils et le Père ne peuvent entretenir aucune ressemblance. Le Père et le Fils sont donc dissemblables (en grec : anomios) et ses disciples nommés « anoméens ».
Il est surnommé « l'athée », dénoncé et connaît des exils successifs, en 358 et 360. Amnistié par l'empereur Julien, il revient à Constantinople et retrouve Eunome son disciple. Il y meurt en 366.
Eunome de Cyzique, en Cappadoce, disciple et secrétaire d'Aèce, n'est connu que par les écrits de son adversaire Basile de Césarée. Il développe et systématise l'ensemble des doctrines d'Aèce dans son Apologie. Il utilise le syllogisme et les catégories d'Aristote avec une grande précision ce qui témoigne d'une éducation philosophique. Il est diacre en 358 et devient évêque de Cyzique. Eunome meurt en 394.
Basile de Césarée et Grégoire de Nysse ont chacun écrit un Contre Eunome. Cette polémique continuera longtemps après la mort d'Eunome tant sa technicité de raisonnement impressionnait. Il peut être considéré comme la source de l'unitarisme chrétien.

### Le Christ est un homme choisi par Dieu
Ces christologies défendent un strict monothéisme.

#### Monarchianismes
Le monarchianisme est originaire d'Asie Mineure, avant qu'apparaisse la théologie du Logos, représente dans un premier temps une réaction contre les courants gnostiques du christianisme vers le milieu du IIe siècle. Le monarchianisme est la conception divine de la plupart des chrétiens de cette époque.
Le monarchianisme exalte la monarchie divine et un strict monothéisme, effaçant la distinction entre les Personnes, selon l'idée qu'un homme et Dieu ne peuvent avoir quoi que ce soit de commun mais qu'ils peuvent entretenir des rapports plus ou moins proches.

#### Adoptionisme ou monarchianismedynamique
L'adoptionisme médite sur Fils de Dieu au filtre de ce verset du psaume 2 : « celui-ci est mon fils bien-aimé », cité par Jean dans le récit du non-baptême de Jésus. Le psaume 2 est dit « psaume du couronnement » et fait directement référence à la liturgie de l'onction des rois d'Israël.
Pour l'adoptionisme, le Christ est un homme divin, le fils « adopté » par Dieu. Cette christologie est une forme d'unitarisme avec lequel elle partage l'opposition à la théologie du Logos. Parmi ses tenants, on trouve notamment Paul de Samosate dans la seconde moitié du IIIe siècle.

#### Patripassianisme ou monarchianismemodaliste
Le monarchianisme modaliste ou modalisme a pour point de départ non plus la réflexion sur l'être du Christ mais la réaction à ceux qui envisagent une distinction numérique de Dieu. Les modalistes défendent l'unicité de Dieu ; toute distinction réelle en lui leur semble une partition ; les trois états étant de simples « modes » de la Divinité. Ils s'opposent également aux théologies du Logos.
L'indistinction des Personnes, amène l'idée que c'est le Père (patris) qui aurait éprouvé la souffrance (passus) sur la croix. Suivant le patripassianisme, le Fils est une théophanie du Père et n'est donc pas une personne distincte quoique cette théophanie s'incarne en un homme.
Une variante se développe au IIIe siècle : le sabellianisme, du nom du théologien qui la développe à Rome, Sabellius. Selon lui, le Père, le Fils et l'Esprit sont une seule et même personne qui se manifeste progressivement sous ces trois aspects.
Dans sa postérité se trouve la compréhension majoritaire de la trinité dans les Églises de la Concorde de Leuenberg[pas clair].

### Montanisme
Le montanisme est une doctrine qui tire son nom de Montan ou Montanus de Phrygie, un charismatique phrygien qui entame son ministère dans la seconde moitié du IIe siècle.
La christologie de Montanus est en rapport avec la formation du Canon du nouveau testament ; les discussions concernant cette élaboration se déroulent entre théologiens orientaux et occidentaux. La plupart des orientaux sont contre l'inclusion du corpus johannique (évangiles, épîtres et apocalypse) qui leur semble trop récent pour être authentique. Les montanistes refusent même la théologie du Jésus Logos d'où le nom d'« alogiens » qui leur est donné.
En ce qui concerne le paraclet dont la venue est annoncée en Jean 15:26, Montanus affirme qu'il est ce consolateur.

### Les premiers conciles œcuméniques: de Nicée I à Chalcédoine
L'élaboration dogmatique équivaut à l'instauration d'une orthodoxie qui n'existe pas auparavant, comme le montre le conflit théologique entre l'école d'Alexandrie et celle d'Antioche.

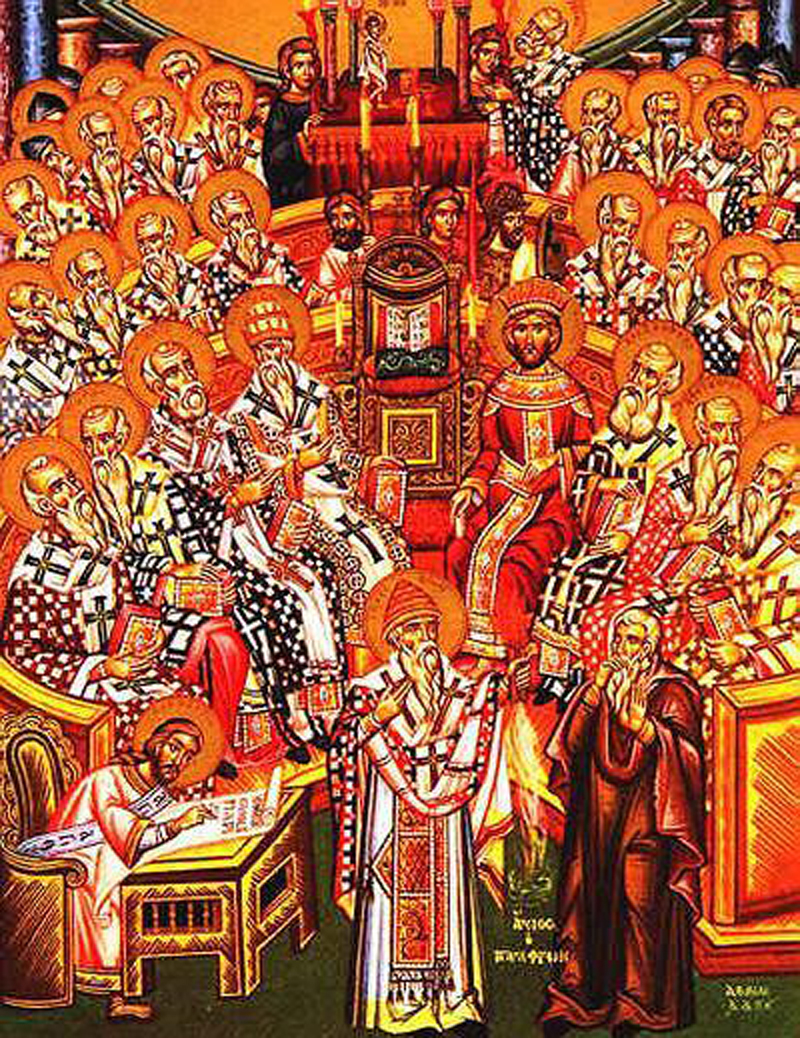
Le premier concile de Nicée

La question des origines du christianisme est problématique en soi, selon qu'on se réfère à la théologie dogmatique de telle ou telle Église ou aux diverses écoles d'historiens ; Jésus-Christ est considéré comme l'unique Sauveur. Pourtant, si la conscience de cette réalité ne fait aucun doute, la formulation ne va pas sans tâtonnements. Les Pères de l'Église fondent alors leur réflexion sur les textes de la Bible, regardés comme un ensemble cohérent dont les différentes parties se complètent. Durant plusieurs siècles, l'alternance des opinions et des doctrines amène les théologiens à définir avec une précision de plus en plus fine le dogme de l'Église.
Cette évolution se traduit dans les quatre premiers conciles œcuméniques, depuis le premier concile de Nicée (325) jusqu'à celui de Chalcédoine (451). Si le nombre fait la vérité, les définitions du concile de Chalcédoine fondent aujourd'hui encore les confessions de foi des courants majoritaires des principales communions chrétiennes (catholiques, anglicane, réformée, luthérienne, évangélique, orthodoxe). Le débat christologique reste ouvert dans les églises luthéro-réformées tandis que certaines églises évangéliques s'affirment vigoureusement unitariennes.
L'essentiel des débats porte sur la Trinité chrétienne, puis, ultérieurement, sur la divinité et l'humanité en Jésus-Christ. Ces deux réflexions sont dissociés l'une de l'autre dans la tradition chrétienne majoritaire de l'époque comme le montrent les christologies des Églises des deux et trois conciles.

#### Élaboration de la doctrine (325-451)
En 325, le premier concile de Nicée, convoqué par Constantin Ier, répond à la question suivante : « Quelles sont les relations de Jésus avec son Père du ciel ? ». Sous l'influence d'Athanase d'Alexandrie, la question devient : « Le Christ est-il consubstantiel à Dieu ? ». Le concile, réuni pour juger Arius, du fait de ses démêlés théologiques avec son évêque Alexandre d'Alexandrie, rejette sa théorie qui voit en Jésus, que beaucoup nomment le Christ, un être d'un rang inférieur à Dieu le Père. Le concile affirme l'identité de substance du Père et du Fils et rédige une première profession de foi qui ne sera pas accepté sans difficulté.

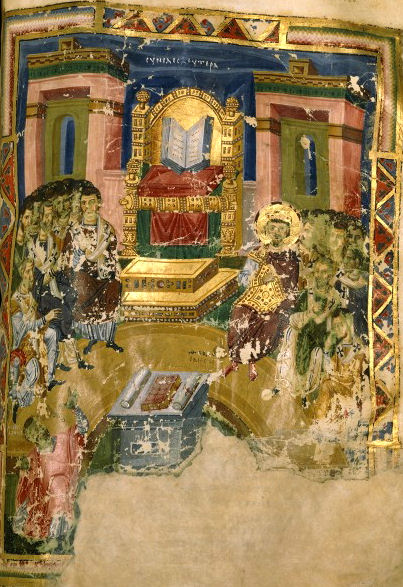
Le premier concile de Constantinople, enluminure d'un manuscrit byzantin du IXe siècle

En 381, le premier concile de Constantinople, convoqué par Théodose Ier, condamne la doctrine des pneumatomaques qui nie la divinité du Saint-Esprit. Le concile réaffirme la divinité du Christ, affirme celle du Saint-Esprit et achève la rédaction du symbole de Nicée-Constantinople : le Fils est « de même nature que le Père », qu'il « a pris chair et s'est fait homme ». Tout en étant Dieu, Jésus-Christ est vrai homme et le concile s'oppose par là aux thèses d'Apollinaire de Laodicée.
En 431, le concile d'Éphèse condamne Nestorius, archevêque de Constantinople. Celui-ci, craignant une confusion entre l'homme Jésus et le Logos divin, enseignait que la Vierge Marie n'avait enfanté qu'un humain indissolublement lié au Logos divin. Nestorius évoquait « deux personnes » qui « constituaient » le Christ. Au contraire, le concile d'Éphèse affirme l'unité du Christ dès sa conception et appelle sa mère « Mère de Dieu » (Mère de Celui qui est Dieu par nature). Homme et Dieu, le Christ est pourtant un, et ne peut être divisé. Cyrille d'Alexandrie joue un rôle prépondérant dans cette doctrine.
En 451, le concile de Chalcédoine précise que le Christ est « un » de « deux natures », à la fois homme et Dieu, sans confusion ni absorption. Par là même, le concile de Chalcédoine rejette le monophysisme (« une seule nature ») d'Eutychès. Il signifie donc une étape primordiale dans la christologie, affirmant (à la suite de Nicée I et de Constantinople I) la divinité du Christ, mais en confirmant son humanité (contre ceux qui la supposaient absorbée par sa nature divine), et l'unité de sa personne (à la suite d'Éphèse).
Le symbole de Chalcédoine insiste sur la double nature du Christ et sur son unité (« une seule personne et une seule hypostase ») :

« Nous confessons un seul et même Fils, notre Seigneur Jésus-Christ, le même parfait en divinité, et le même parfait en humanité, le même vraiment Dieu et vraiment homme composé d'une âme et d'un corps, consubstantiel au Père selon la divinité et le même consubstantiel à nous, sauf le péché, avant les siècles engendrés par le Père selon la divinité, et aux derniers jours le même engendré pour nous et pour notre salut de la Vierge Marie, Mère de Dieu selon l'humanité ; un seul et même Christ, Fils, Seigneur, l'unique engendré, reconnu en deux natures, sans confusion, sans changement, sans division et sans séparation, la différence des natures n'étant nullement supprimée à cause de l'union, la propriété de l'une et de l'autre étant bien plutôt sauvegardée et concourant à une seule personne et une seule hypostase, un Christ ne se fractionnant ni ne se divisant en deux personnes, mais un seul et même Fils, unique engendré, Dieu Verbe, Seigneur Jésus-Christ. »

## Les Pères de l'Église et la christologie

### Origène
Selon Origène, l'âme du Christ existe avant sa naissance et c'est par intermédiaire de cette âme que le logos divin s'unit à la chair conçue par Marie. Cette vision christologique est directement issue du binitarisme de Philon évoqué ci-dessus.
Quoiqu'un Concile d'Antioche condamne cette idée alexandrine en 268, on retrouve cette idée chez Nestor qui distingue la partie humaine de la partie divine de Jésus.

### Augustin d'Hippone
La christologie d'Augustin est étroitement liée à la notion de Trinité.
Selon lui, la Trinité (Père, Fils et Esprit Saint) est un Dieu, un et trine : une essence, trois personnes. Si cette formule ne lui convient que partiellement, tant ce mystère lui paraît grand, il l'adopte parce que le terme personne évoque « l'être-en-relation ». « L'Esprit Saint est ainsi désigné proprement dans sa relation au Père et au Fils, parce qu'il est leur Esprit saint. Mais, selon la substance, le Père est aussi esprit, ainsi que le Fils et l'Esprit Saint lui-même, non pas trois esprits, mais un seul esprit, comme ce ne sont pas trois dieux, mais un seul Dieu. Dieu un et trine est tout ce qu'il a ».

## Christologie au Moyen Âge

### Thomas d'Aquin
- trinité ontologique à suivre
- trinité économique à suivre[51]

### Autres théologiens médiévaux
- Anselme de Canterbury, Abélard de Paris et l'invention de l'expiation vicaire.
- Bonaventure
- Duns Scot

## Christologie moderne
Par « moderne », on entend les diverses thèses avancées c'est-à-dire les christologies issues de la Réforme, en cela que la Renaissance inaugure la période historique classiquement nommée époque moderne. Ce renouveau est dû à l'arrivée des manuscrits grecs dans les bagages des exilés de Constantinople, fraîchement conquise par les musulmans.

### Premières christologies protestantes
Ce sont des christologies chalcédoniennes pour l'essentiel en dépit de la contestation prudente de Sébastien Castellion et de la contestation plus affirmée de Michel Servet.
- Martin Luther
  - Marc Lienhard, Au cœur de la foi de Luther : Jésus-Christ, Desclée, 1991
- Jean Calvin
  - Pierre Gisel, Le Christ de Calvin, Desclée, 1990
- Sébastian Castellion (1515-1563)
  - De l'art de douter et de croire, d'ignorer et de savoir. Traité non publié de son vivant. Première publication intégrale : Jéhéber, 1953. « Il est périlleux de se prononcer à ce sujet. Aussi me garderai-je de rien affirmer. »
- Michel Servet (1511-1553)
  - De Trinitatis erroribus, 1531

### Christologie catholique duXVIeauXIXesiècle
- La tradition thomiste
- Jean de la Croix et Thérèse d'Avila
  - Michel De Goedt, Le Christ de Jean de la Croix, Desclée, 1993
  - Michel De Goedt, Le Christ de Thérèse de Jésus, Desclée, 1993
- Pierre de Bérulle (1575-1629)
  - Michel Dupuy, Le Christ de Bérulle, Desclée, 2001

### Christologies des Lumières

#### Ésaïe Gasc (1748-1813)
Ésaïe Gasc est un théologien genevois. Il est nommé professeur à la faculté de théologie protestante de Montauban en 1809, et prend ses fonctions en 1810. Sa réfutation du dogme trinitaire provoque des controverses, il est mis en cause par des pasteurs du Midi, et Daniel Encontre tente de lui répondre sur un plan biblique.

« Il y a longtemps, enseignait-il à ses étudiants, que les théologiens n'occupent plus le public de leurs discussions sur la Trinité. Les plus sages d'entre eux ont enfin compris que, puisque après quatorze ou quinze siècles de débats, on n'était pas plus près de s'entendre qu'on ne l'était à l'époque où la dispute s'engagea, il fallait que ce dogme ne fût pas clairement enseigné dans l'Écriture sainte, et que par conséquent il n'intéressait pas le salut des Chrétiens […] Ceux qui s'intéressent véritablement à l'honneur du christianisme verraient avec anxiété recommencer un procès qui a causé dans l'Église plus de scandale que d'instruction. »

— Extrait de Bernard Reymond, La théologie libérale dans le protestantisme de Suisse romande - Évangile et Liberté, revue en copyleft.

#### Jean-Jacques Caton Chenevière (1783-1871)
« Pasteur et professeur genevois, il reste attaché toute sa vie à l'idée que les textes bibliques étaient dotés d'un caractère plus ou moins surnaturel. Ainsi n'a-t-il pas compris, dès 1850, combien la liberté protestante d'examen devait aussi s'appliquer à l'étude historique de ces textes. […] Sa liberté d'examen, en d'autres termes, s'est appliquée aux doctrines et à de nombreux aspects de la tradition chrétienne, mais elle n'a jamais porté sur les textes bibliques eux-mêmes. L'un de ses arguments favoris a au contraire été d'opposer des arguments d'origine biblique aux doctrines qu'il jugeait nécessaire d'abandonner. Mais cette attitude n'avait rien de rétrograde dans la première moitié du siècle dernier ; elle était même fort répandue parmi les libéraux francophones du moment. »

— Extrait de Bernard Reymond, La théologie libérale dans le protestantisme de Suisse romande, Évangile et Liberté, revue en copyleft.
- six Essais théologiques (1831) : le premier de ces Essais s'en prenait au « système théologique de la trinité ». Le quatrième portait l'un sur la notion de rédemption, ce qui était l'occasion de remettre en cause le dogme de la divinité de Jésus.

### Le tournant historico-critique
Un tournant capital de la christologie est dû au philosophe protestant Hermann Samuel Reimarus (1694-1768), qui marque le début de l'exégèse historico-critique avec ses Fragments de Wolfbuttel.
Selon son analyse, deux représentations de Jésus sont visibles dans le Nouveau Testament. Reimarus observe que le Nouveau Testament développe deux systèmes. D'une part, les évangiles synoptiques montrent un Jésus prophète, maître de morale, référent spirituel. D'autre part, Paul et Jean parlent d'un Fils de Dieu qui est descendu du ciel, qui a souffert, qui est mort et ressuscité puis monté aux cieux.
Reimarus ne retient que le premier système, jugeant que le second est aberrant. Il ne se pose plus la question de savoir si ces écrits avaient vocation à se trouver réunis et à être lus comme se complétant les uns les autres.
Par « christologie contemporaines », on entend les christologies issues de l'exégèse historique et critique telle qu'elle se développe au XIXe siècle.
Les théologiens du XIXe siècle envisageaient le courant de la « christologie haute » comme le plus ancien, donc le plus authentique ; ce présupposé herméneutique mérite d'être discuté (« le plus ancien est le plus authentique »). Ils ne voyaient aucun inconvénient, pour une partie d'entre eux, à adopter le symbole de Chalcédoine. Karl Barth est l'un des représentants les plus importants au XXe siècle de la « christologie haute ». L'autre courant, celui de la théologie protestante libérale, assez souvent unitarienne, à partir des éléments scripturaires mis en valeur par Reimarus, s'en tient au Jésus prophète. Ce courant sera représenté par Adolf von Harnack, puis par Rudolf Bultmann, tous deux issus de la tradition luthérienne. On peut donc opposer une « christologie ontologique » à une « christologie empirique ».
Parmi les courants qui poursuivent de nos jours cette exploration, on peut citer une école pluridisciplinaire et interreligieuse caractérisée par le nom du colloque qui l'a rassemblée : The ways that never part, représentée par Daniel Boyarin, Paula Fredriksen et dont on trouve l'écho dans certains travaux de l'École biblique de Jérusalem, en particulier Étienne Nodet quand il revisite l'hypothèse de Griesbach ou de Marie-Émile Boismard dans son ouvrage À l'aube du christianisme, avant la naissance des dogmes, celui-ci s'appuyant sur la théorie des deux sources. Parmi les questions formulées : se pourrait-il que le judaïsme du Ier siècle ait connu des courants moins absolument monothéistes qu'on ne se le représente aujourd'hui ? Ce débat affecte la façon dont Paul est considéré, soit comme apôtre, soit comme apostat. La méthode interroge textes et témoignages littéraires ou archéologiques pour savoir si des occasions de rapprochement de l'humain et d'attributs divins étaient possibles à cette époque en sorte de participer à la création de la « christologie haute ».

#### Adolph von Harnack (1851-1930)
Adolph von Harnack, historien du dogme et théologien protestant libéral.
- L'essence du Christianisme (1907)[53]
- Dans le même ordre d'idées mais pour le contester, l'ouvrage déclencheur de la Crise moderniste : et l'Église (1902) de Alfred Loisy
- Voir aussi, sur les questions relatives à la nécessité d'une structure ecclésiale exerçant un pourvoir dogmatique, la correspondance de 1928 de Erik Peterson avec Harnack qui mèneront Peterson au catholicisme.

## Christologies catholiques duXIXesiècleetXXesiècle
- John Henry Newman s'opposant à l'arianisme et à l'unitarisme : Douze sermons sur le Christ, 1943, rééd. 1995, Les Ariens du quatrième siècle, 1988
- Pierre Teilhard de Chardin, Le point Oméga
- Karl Rahner, Traité fondamental de la foi, 1983
- Hans Urs von Balthasar, La gloire et la croix. Aspects esthétiques de la Révélation, 1961–1969, La dramatique divine, 1973–1983.
- Joseph Ratzinger (Benoît XVI), Foi chrétienne hier et aujourd'hui, 1976, Jésus de Nazareth, 2007. Dans son livre très personnel Jésus de Nazareth, Benoît XVI (qui n’y parle pas comme pape) propose une sorte de « méditation » théologique. Le livre met notamment en valeur la relation de Jésus avec son Père, relation d’intimité sans laquelle sa figure est incompréhensible.

## Christologies protestantes duXXesiècle
- Rudolph Bultmann. La christologie de Rudolph Bultmann prend ses distances avec la christologie chalcédonnienne ; elle est le pont entre les théologies néo-chalcédoniennes (comme celle de Karl Barth) et les christologies post-chalcédoniennes. Jésus (1926) Jésus, mythologie et démythologisation (1968)[54].
- Karl Barth : Kirchliche Dogmatik (1932-1967), traduite en français sous le titre Dogmatique de l'Église (1953-1972). L'une des plus importantes et des plus volumineuses œuvres théologiques du XXe siècle.
- Paul Tillich. Son concept clé : « Jésus que beaucoup nomment le Christ ». Dans le recueil de conférences prononcées dans les années 1950-1955, Dieu au-delà de Dieu, Tillich l'emploie comme pour contester que, par l'effet magique d'un tiret, Christ puisse devenir la partie d'un prénom composé, c’est-à-dire l'élément d'une identité. Pour Tillich, comme pour l'ensemble des théologiens du Process, être Christ est une fonction, non une identité, encore moins une nature non plus qu'une substance au sens où l'entendait le néo-platonisme issu de la fusion du stoïcisme et du platonisme.
- Wolfhart Pannenberg : Esquisse d'une christologie, 1971. S’opposant à Rudolf Bultmann, Pannenberg veut fonder sa théologie sur l’histoire et non plus sur « la Parole », sur le Christ « réel » et non sur le Christ « prêché », il veut « fonder sur l’histoire de Jésus la vraie connaissance de sa signification, qu’on peut résumer par ces mots : Dieu s’est révélé en cet homme » (p. 24). C’est une christologie « d’en bas », qui part de l’homme Jésus, de son histoire, plutôt que de la double nature humano-divine de Jésus du discours dogmatique traditionnel.

## Autres approches
En Europe, l'interaction entre la théologie et la philosophie a abouti dans les années 1970 à ce que l'on appelle la « christologie philosophique » (représentée notamment par Xavier Tilliette, Michel Henry et Claude Bruaire). Elle fait partie de ce que l'on nomme la « philosophie chrétienne ».
Jésus ou le Christ a un rôle dans d'autres religions que le christianisme. En dehors de l'Europe, avec l'expansion du christianisme, souvent à l'occasion de conquêtes coloniales, les peuples autochtones se sont approprié la théologie en construisant des christologies autonomes.